# Just for Love
| Recensione                        | Giudizio        |
| --------------------------------- | --------------- |
| AllMusic                          | [ 1 ]           |
| Robert Christgau                  | B-              |
| The New Rolling Stone Album Guide | [ 3 ]           |
| Sputnikmusic                      | 4.0 (Excellent) |
| Piero Scaruffi                    | [ 5 ]           |
| Ondarock                          | [ 6 ]           |
| Dizionario del Pop-Rock           | [ 7 ]           |
| 24.000 dischi                     | [ 8 ]           |

Just for Love è il quarto album dei Quicksilver Messenger Service, pubblicato nell'agosto del 1970 dalla Capitol Records.
Dino Valenti (che firma anche molti brani di quest'album come Jesse Oris Farrow) rientra nel gruppo di cui faceva già parte come membro fondatore, ma che non partecipò ai primi tre album perché detenuto in carcere.
Rientro nel gruppo anche per Gary Duncan, reduce da una breve esperienza musicale proprio assieme a Dino Valenti.

## Tracce
Lato A
1. Wolf Run (Part 1) – 1:10 (Jesse Oris Farrow)
2. Just for Love (Part 1) – 2:55 (Dino Valenti)
3. Cobra – 4:20 (John Cipollina)
4. The Hat – 10:30 (Jesse Oris Farrow)

Durata totale: 18:55
Lato B
1. Freeway Flyer – 3:45 (Jesse Oris Farrow)
2. Gone Again – 7:10 (Jesse Oris Farrow)
3. Fresh Air – 5:20 (Jesse Oris Farrow)
4. Just for Love (Part 2) – 1:35 (Dino Valenti)
5. Wolf Run (Part 2) – 2:05 (Jesse Oris Farrow)

Durata totale: 19:55

## Formazione
- Dino Valenti - voce, chitarre, congas, flauto
- Gary Duncan - voce, chitarra elettrica, chitarra acustica
- John Cipollina - chitarra elettrica, chitarra slide
- Nicky Hopkins - pianoforte
- David Freiberg - voce, chitarra, basso
- Gregory Elmore - batteria, percussioni

Note aggiuntive
- John Selby - produttore
- John Palladino - produttore esecutivo
- Registrazioni effettuate al Opaelua Lodge Haleiwa di Oahu, Hawaii nel maggio - giugno, 1970
- Dan Healy - ingegnere delle registrazioni
- Dr. Don Lewis - 1st chair
- Peter Liebes - assistente ingegnere delle registrazioni
- Dr. Jim Murray - movies
- Dr. Barry Mayo - babylonian lights & power company
- Dr. Paul Wilford - chief & living proof
- Gordon Kennerly - equipment organization
- Doug McGuire - equipment recording
- George Bonney - equipment
- Laird Barney Grant - canentry
- Ron Polte - management Hawaii
- Frank Polte - management San Francisco
- Ralph Rego - range
- Larry & Chuck - generator repair
- Uncle Sol - loosest kahuna
- Red Johnson - transient poet
- Jeremiah - page of reveilly
- Mica Gabriel - the nipper
- Cyrus Farryar - chief flasher
- Eric & Rachel - spiritual observers
- Laura Lambe e Woody Woodridge - fotografie
- George Osaki - art director
- Mike Cantrell - custom order artist (Hawaii)
- Dee Sivé - subtle trouble-maker (Hawaii)
- Kris, Patty, Jane, Marilyn, Dara, Correy, Kathy, Gail, Nicole, Linda, Sue, Mikki, Susan, Sheila, Laura - Ladies Section
- Mary, Roxanne, Yolé, Squeak, Kathy, Susan, Siva, Sherry, Lorraine, Caroll, Renais - Ladie Section[11]